# Rhyacophila naviculata
Rhyacophila naviculata är en nattsländeart som beskrevs av Morton 1900. Rhyacophila naviculata ingår i släktet Rhyacophila och familjen rovnattsländor. Inga underarter finns listade i Catalogue of Life.